# Hianto de Almeida
Hianto Ramalho de Almeida Rodrigues (Macau, 2 de junho de 1923 – Natal, 27 de setembro de 1964) foi um compositor e cantor brasileiro. Seu pai, Fernando de Almeida Rodrigues, foi um músico e compositor amador.
Hianto de Almeida foi um dos precursores da Bossa Nova. O humorista e compositor Chico Anysio, em entrevista à Playboy no ano de 1987, declarou que Tom Jobim descobriu a batida da bossa nova com Hianto. "Tenho a grande honra de dizer que o primeiro arranjo do Tom foi em cima de uma música com letra minha, Conversa de sofá. Acho que até foi aí que ele aprendeu a compor, porque descobriu que a música de Hianto de Almeida, tinha uma sequência e foi em cima".
Sua primeira composição "Amei Demais", em parceria com seu irmão Haroldo de Almeida, foi gravado em 1952 pela cantora luso-brasileira Vera Lúcia, no selo Elite.
O compositor/cantor Hianto de Almeida viveu quatro décadas, mas nesse curto espaço de tempo produziu 237 composições, sendo 81 gravadas em discos 78 rotações, 7 discos de dez polegadas, 7 compactos, 89 LPs e 23 CDs.
Entre os artistas que registraram suas composições, figuram Dircinha Batista, Elizeth Cardoso, Elza Soares, Miltinho, Cauby Peixoto, Raul de Barros, Jair Rodrigues, Anísio Silva, Anjos do Inferno, Dalva de Oliveira, Severino Araújo, João Gilberto, Cyro Monteiro, entre outros.
Hoje grandes nomes do movimento bossanovista reconhecem a importância das composições de Hianto de Almeida no cenário inicial Bossa Nova, a exemplo do samba-canção “Meia luz”, em parceria com João Luiz, que foi gravado por João Gilberto, em 1952.

## Biografia
Aos 19 anos, começou a cantar num programa de calouros na Rádio Educadora de Natal. Em 1952, mudou para o Rio de Janeiro. Trabalhou na Companhia Comércio e Navegação e concluiu o Curso Técnico de Contabilidade. Ainda em 1952, teve a primeira composição gravada: o samba canção "Amei demais", parceria com o irmão Haroldo de Almeida, pela cantora Vera Lúcia no selo Elite. Também no mesmo período, compôs o samba canção "Meia luz", parceria com João Luiz que foi incluído no primeiro disco gravado por João Gilberto.  
Em 1954, teve o samba canção "Conflito", parceria com Nazareno de Brito, gravado por Zilá Fonseca na Columbia. 
Em 1955, gravou na Odeon seu primeiro disco, interpretando o samba toada "É mió te aquietá", parceria com Francisco Anysio e o samba "E daí?", parceria com Roberto Silveira e que contou com arranjos e acompanhamento de Tom Jobim e seu conjunto. No mesmo ano, compôs com Francisco Anysio o samba "Mão na mão" e o samba canção "Fala beicinho" e os gravou na Odeon. No mesmo ano, Cauby Peixoto gravou a toada "Caju nasceu pra cachaça", parceria com Veríssimo de Melo. Ainda em 1955, recebeu do crítico Sylvio Tulio Cardoso de O Globo a "Menção honrosa" na categoria "Melhor letrista do ano". 
Em 1957, o Trio Marayá gravou "Segedo da meia noite", parceria com Francisco Anysio.  
Em 1958, compôs com Francisco Anysio o samba canção "Cadê a coragem?", gravado por Dircinha Batista na RCA Victor e, o samba "Eu vim morar no Rio", gravado pelo Trio Irakitan na Odeon e que fez parte da trilha sonora do filme "Quem roubou meu samba?". No mesmo ano, teve o bolero "Longe de ti" gravado por Isaurinha Garcia e Walter Wanderlei no LP "Foi a noite" da gravadora Odeon. 
Em 1960, Dalva de Oliveira gravou com o coro da meninas da Casa de Lázaro a música "Natal da criança pobre", parceria com Macedo Netto e Nana Caymmi registrou "Nossos beijos", também parceria com Maccedo Netto. 
Em 1961, teve a composição "Brinquedo de você", parceria com Macedo Netto, gravada por Haroldo de Almeida. No ano seguinte teve o samba "Meu bem", gravado por Cyro Monteiro no LP "Senhor samba", lançado pela Columbia. Um de seus principais parcerios foi Francisco Anysio com quem compôs, entre outras, "Mudou pra mehor", "Muié de oio azul" e "Segredo da meia noite".  
Uma de suas principais composições foi o samba "Sincopado triste", parceria com Macedo Netto, gravada por Moacyr Silva e seu conjunto, Miltinho, Maysa e Elizeth Cardoso. Entre os artistas que registraram suas composições estão Dircinha Batista, Elizath Cardoso, Elza Soares, Miltinho, Cauby Peixoto, Raul de Barros, Jair Rodrigues, Anísio Silva, Anjos do Inferno, Dalva de Oliveira, Severino Araújo e Cyro Monteiro. 

Em 1983 a cantora Silvinha gravou o LP "Hianto de Almeida revivido" no qual interpretou entre outras composições, "Meia luz", parceria com João Luiz; "Mão na mão", parceria com Francisco Anysio, "Mudou para melhor", com, Francisco Anysio e "Encontrei afinal", parceria com Haroldo de Almeida. Como homenagem ao compositor foi dado o seu nome a uma rua no bairro de Santos Reis em Natal. Segundo alguns pesquisadores, teria sido um dos percursores da bossa nova. Em 1995 foi homenageado em Natal com o festival "Isso é bossa nova", realizado no teatro Alberto Maranhão com a aprticipação de, entre outros, Vanda Sá, Roberto Menescal, Os Cariocas e Alaíde Costa. Em 2009, sua composição "Eu quero é sossego", com K-Ximbinho, foi apresentada no espetáculo "K-Ximbinho - Um mestre do sopro" em homenagem ao músico K-Ximbinho em espetáculos apresentados no Teatro Municipal do Jockey, na Sala Baden Powel e no Jardim Botânico, todos no Rio de Janeiro.